# 立石岬

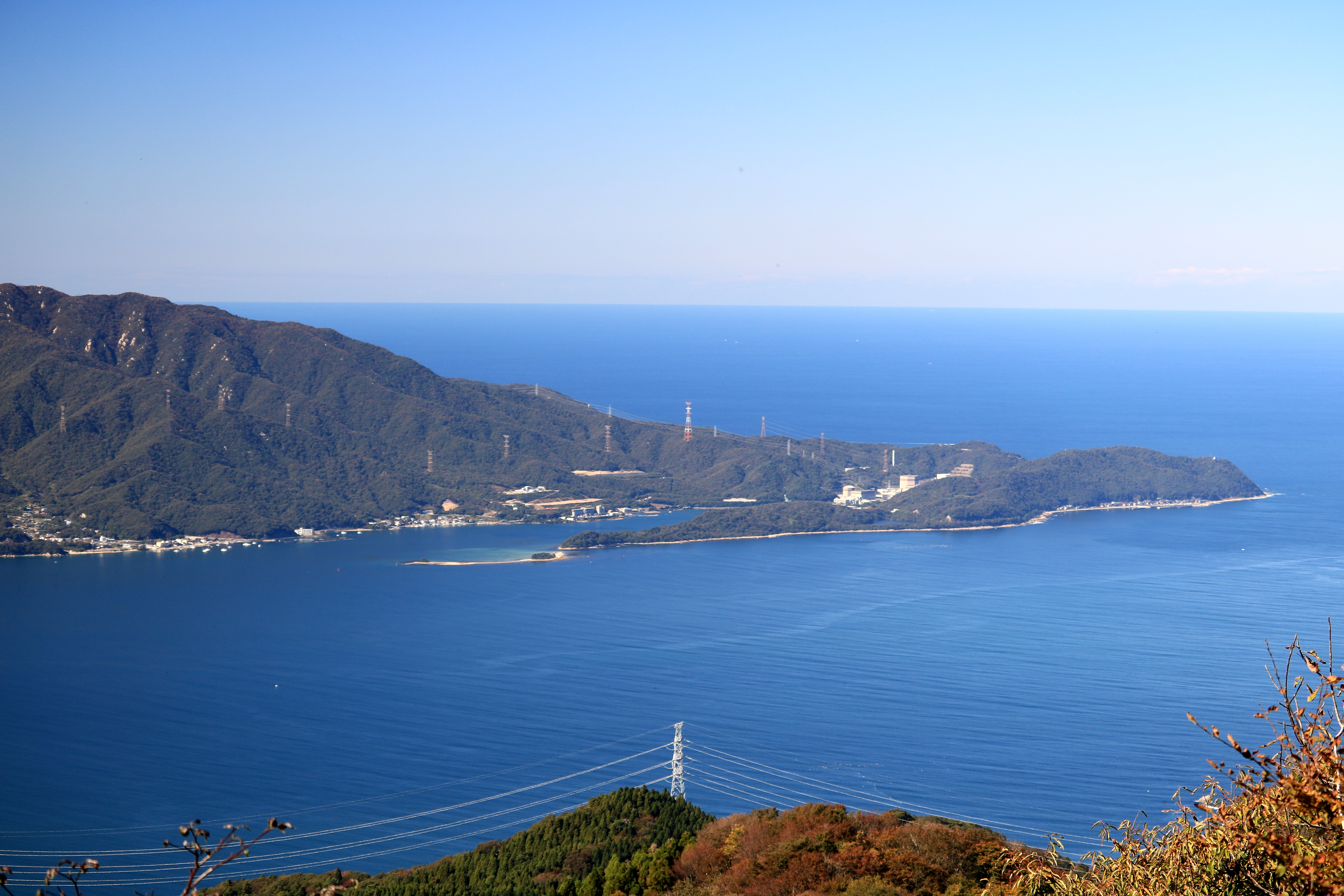
東側の鉢伏山から望む敦賀半島先端の立石岬、岬から南東に延びる浦底半島とその先端ある水島、左端に蠑螺が岳

立石岬（たていしみさき）は、敦賀半島の北端にある岬である。若狭湾の入り口西側にあり、若狭湾国定公園に含まれる。

## 概要
北緯35度45分51秒 東経136度1分3秒 / 北緯35.76417度 東経136.01750度座標: 北緯35度45分51秒 東経136度1分3秒 / 北緯35.76417度 東経136.01750度にあり、福井県敦賀市に属している。岬から約250m内陸の海抜121m地点に、日本人設計による初の洋風灯台である立石岬灯台が建てられている。
岬の南側の入り江には1970年（昭和45年）に竣工した日本原子力発電敦賀発電所がある。また、夏期は海水浴やウィンドサーフィンなどのマリンスポーツで観光客が訪れる無人島、水島が近い。

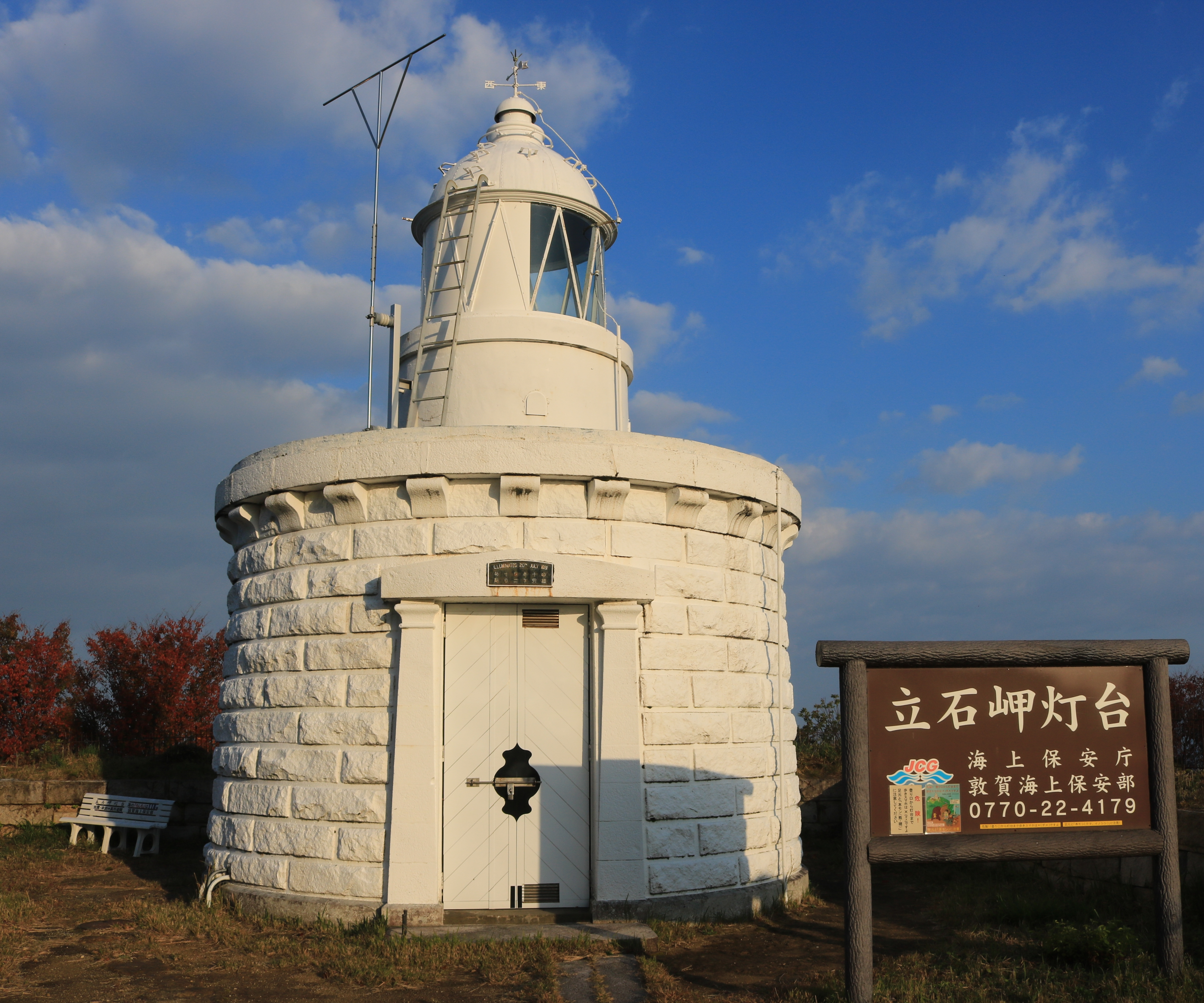
立石岬灯台
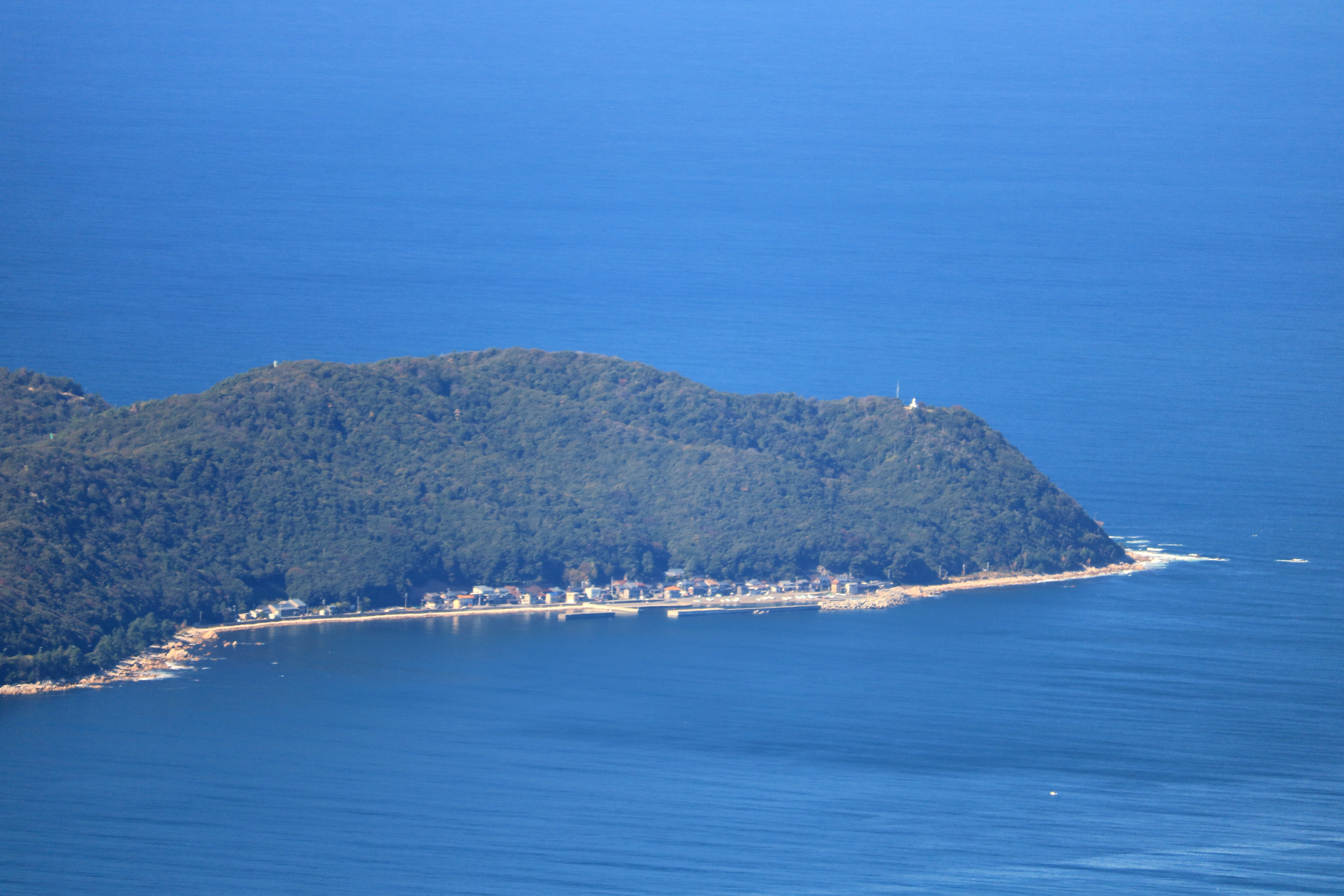
立石岬(右端)、高台に立石岬灯台
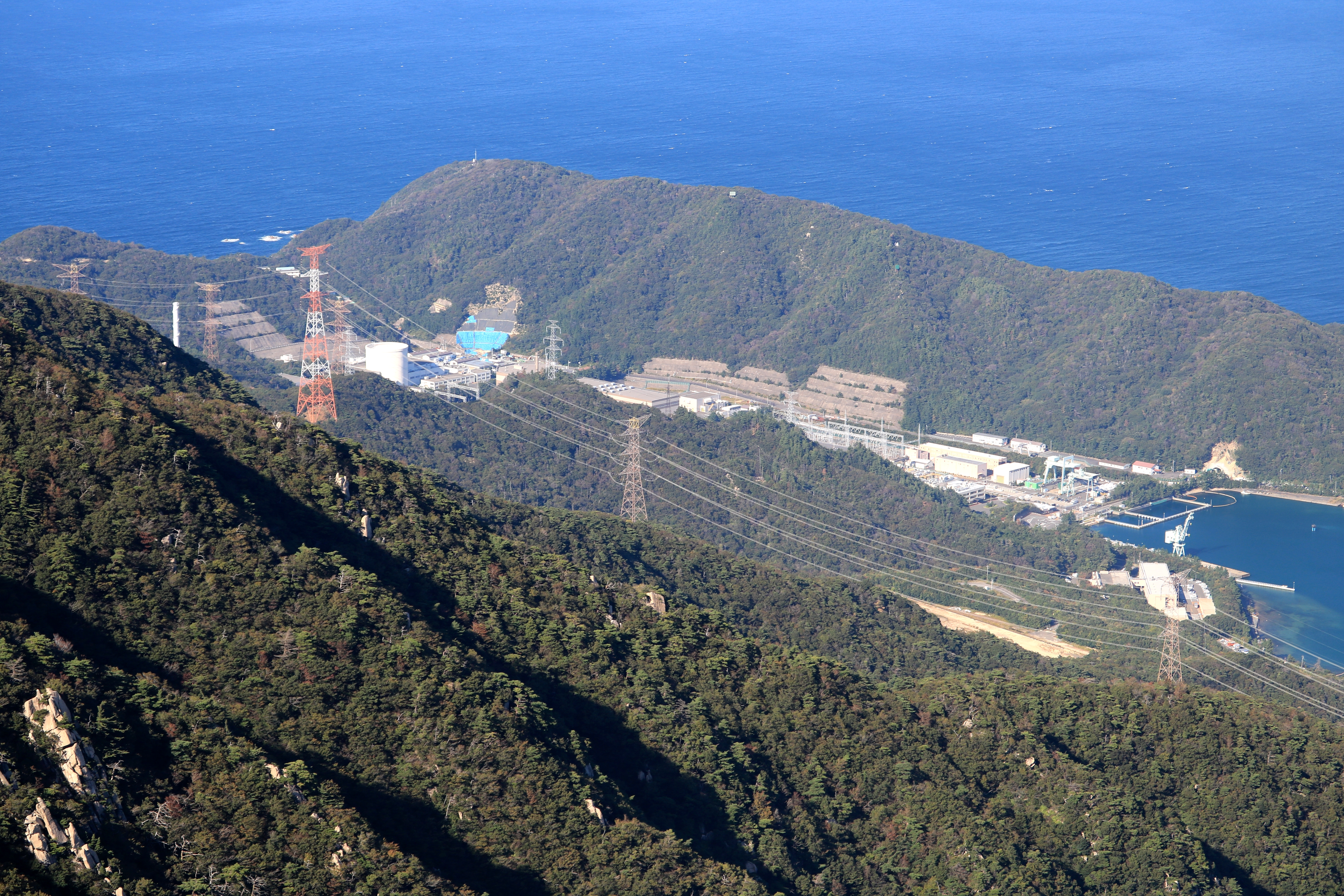
立石岬の南側の入り江にある日本原子力発電敦賀発電所

## アクセス
灯台へは福井県道141号竹波立石縄間線の終点から徒歩で500メートルとなるが、停留所はその手前にあるため、実際に徒歩で移動する距離はそれよりもやや長い。
なお、立石岬方面へ向かう福井県道141号線は東側（敦賀方面）・西側（美浜方面）の両方を通るため、自動車のアクセスは「敦賀方面」と「美浜方面」に分けて解説する。

### 交通機関
- 北陸新幹線・ハピラインふくい線・JR北陸本線・小浜線 敦賀駅
  - 敦賀市コミュニティバス 常宮線
    - 立石停留所下車[2]。

※敦賀駅から立石まで約40分。

### 自動車

#### 敦賀方面
- 北陸自動車道
  - 敦賀ICから約35分[2]。
- 舞鶴若狭自動車道
  - 敦賀南スマートIC（ETC搭載車専用）から約40分。
- 国道8号
  - 敦賀バイパス
    - 余座ランプから約30分。

  - 敦賀市街地（本町（）・元町（）方面）
    - 気比神宮交差点から約25分。
- 国道476号
  - 曙交差点（国道8号(市街地区間)の交点）から約28分。
- 国道27号（金山バイパス）
- 福井県道142号松島若葉線
- 福井県道210号余座若葉線
  - 若葉交差点（金山バイパスと福井県道142号線・福井県道210号線の交点）から約25分。

タクシー（敦賀）
- 敦賀駅から約40分[2]。

#### 美浜方面
- 舞鶴若狭自動車道
  - 若狭美浜ICから約35分。
- 国道27号（美浜東バイパス）
  - 太田ランプから約33分（※福井県道33号佐田竹波敦賀線経由）。

タクシー（美浜）
- 美浜駅（JR小浜線）から約35分。

※美浜方面から立石岬へバスで行くことは出来ない。